# Erik Frumerie
Erik Frumerie, född den 4 november 1876 i Västervik, död den 3 december 1954 i Stockholm, var en svensk militär. Han var bror till Gustaf de Frumerie och Karl Frumerie, och far till Per Frumerie.
Frumerie blev underlöjtnant vid fortifikationen 1898, löjtnant där 1902 och kapten 1908. Han genomgick Gymnastiska centralinstitutets instruktörskurs 1899–1900 och  Artilleri- och ingenjörhögskolans allmänna och högre fortifikationskurser 1900–1904. Frumerie befordrades till major 1921 och till överstelöjtnant i armén 1926, vid fortifikationen 1928, i reserven 1931. Han beviljades avsked 1947. Frumerie var fortifikationsstabsofficer 1920–1931, chef för befästningsbyrån i Arméförvaltningens fortifikationsdepartement och för fortifikationsavdelningen i Marinförvaltningen 1924–1931, lärare vid Artilleri- och ingenjörhögskolan 1924-1932, anställd i Marinförvaltningen 1931–1945 och chef för hus- och byggnadsdetaljen på dess ingenjöravdelning 1932–1945. Han var sekreterare i Föreningen för Norrlands fasta försvar 1924–1951. Frumerie invaldes som ledamot av Krigsvetenskapsakademien 1921. Han blev riddare av Svärdsorden 1919 och av Vasaorden 1921. Frumerie vilar på Norra begravningsplatsen utanför Stockholm.
Han var mycket aktiv släktforskare, liksom sonen Lars E:son Frumerie, 1909-1988, tjänsteman vid AB Astra.